# Georges Gardet

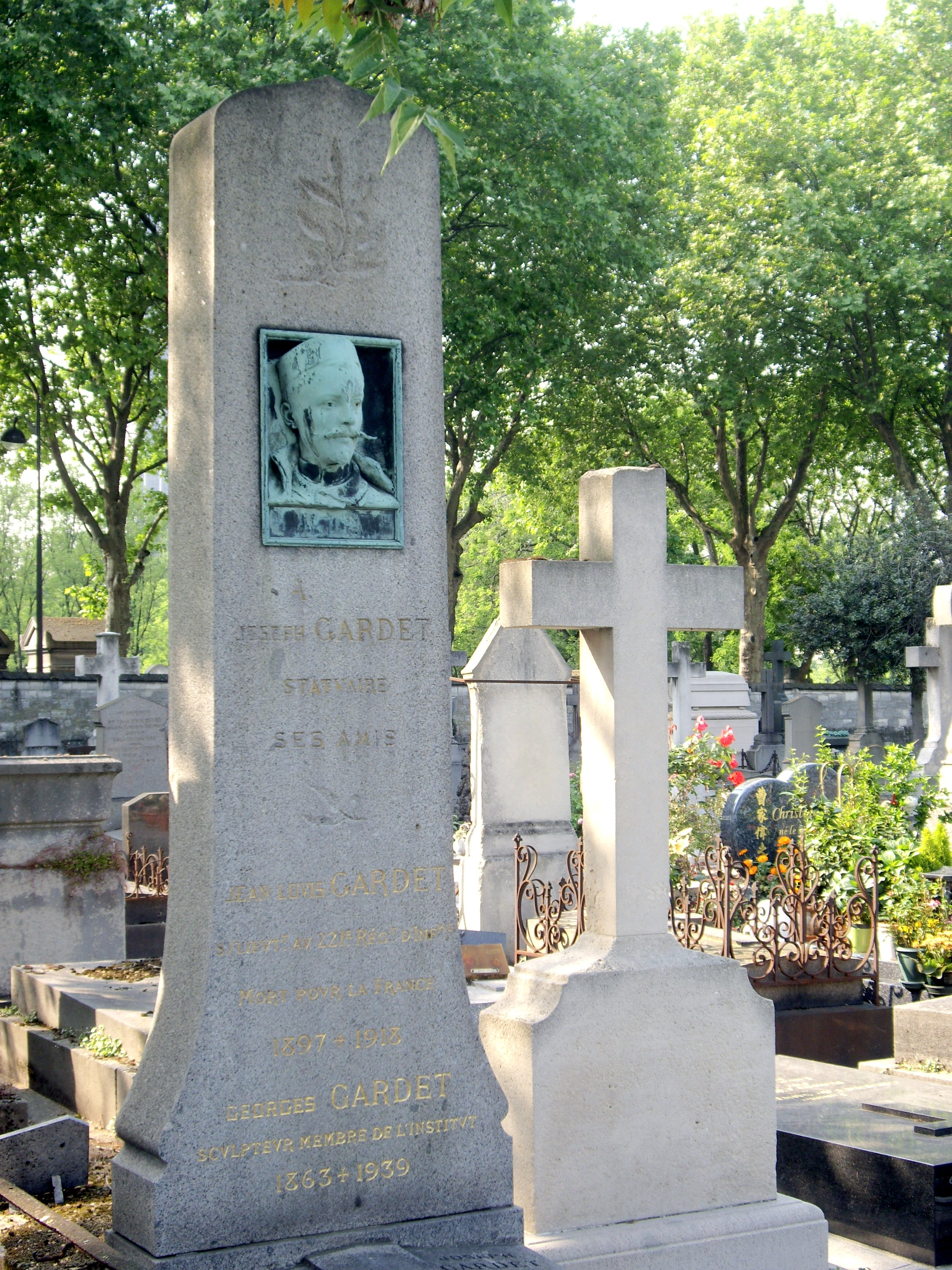
Georges Gardets grav på Cimetière du Montparnasse.

Georges Gardet, född 11 oktober 1863 i Paris, död där 6 februari 1939, var en fransk skulptör. Han var bror till Joseph-Antoine Gardet.
Georges Gardet studerade vid École des arts décoratifs och väckte under tiden som elev uppmärksamhet inom kamratkretsen genom de små djurbilder han modellerade. Han debuterade på Salongen 1885 med djurskulpturer och vann stor framgång 1887 med gruppen Panter med sina ungar (i brons i Paré Montsouris). Hans uppfattning är fullt realistisk, i hans bästa verk även storstilad och dekorativ. Han utförde såväl monumentala djurbilder som smärre skulpturer och arbetade i olika material.

## Arbeten (i urval)
- Bisonoxe anfallen av en jaguar (brons)
- Lejonen vid Pont Alexandres norra landfäste (i sten)
- Tigerpar och Lejon med lejoninna (båda grupperna i vit marmor) i slottet Vaux-le-Vicomte
- Pantrar i strid (marmor 1896, Luxembourg-galleriet)
- Tigrinna med ungar (marmor i färger)
- Tigerfamilj och Danska doggar (en i Chantilly, en i staden Paris' samlingar, en i Luxembourg-galleriet 1904, samtliga i grå marmor)
- två hjortgrupper i brons (1908 vid Porto Dauphine i Paris)

## Källor

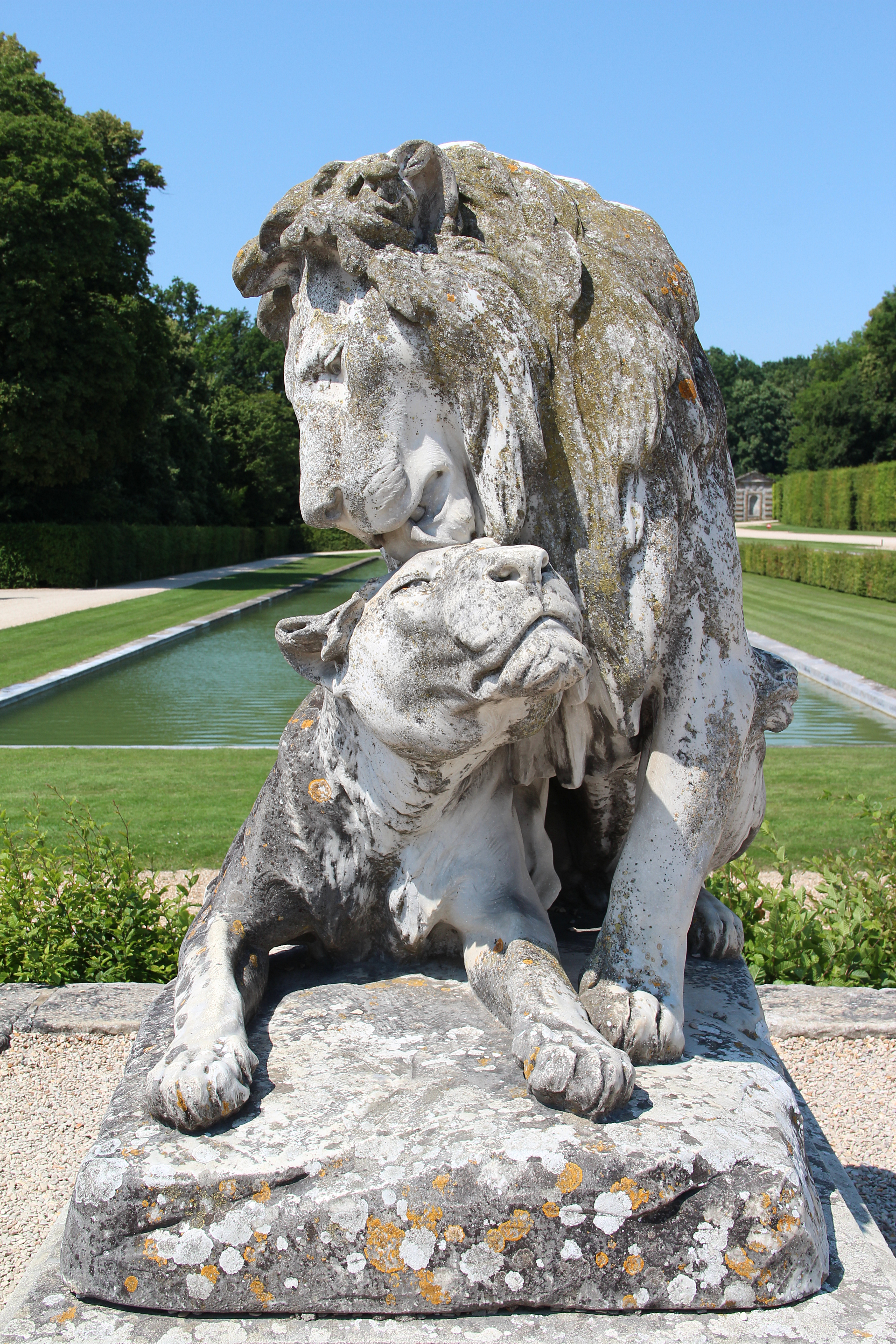
"Le Lion e la Lionne" Vaux-le-Vicomte, Maincy (France)